# Salineno
Salineno és una concentració de població designada pel cens dels Estats Units a l'estat de Texas. Segons el cens del 2000 tenia 304 habitants.

## Demografia
Segons el cens del 2000, Salineno tenia 304 habitants, 92 habitatges, i 81 famílies. La densitat de població era de 42,1 habitants per km².
Dels 92 habitatges en un 32,6% hi vivien nens de menys de 18 anys, en un 64,1% hi vivien parelles casades, en un 23,9% dones solteres, i en un 10,9% no eren unitats familiars. En el 8,7% dels habitatges hi vivien persones soles el 6,5% de les quals corresponia a persones de 65 anys o més que vivien soles. El nombre mitjà de persones vivint en cada habitatge era de 3,3 i el nombre mitjà de persones que vivien en cada família era de 3,55.
Per edats la població es repartia de la següent manera: un 29,6% tenia menys de 18 anys, un 11,2% entre 18 i 24, un 19,1% entre 25 i 44, un 26,3% de 45 a 60 i un 13,8% 65 anys o més.
L'edat mediana era de 33 anys. Per cada 100 dones de 18 o més anys hi havia 82,9 homes.
La renda mediana per habitatge era de 13.125 $ i la renda mediana per família de 13.490 $. Els homes tenien una renda mediana de 31.250 $ mentre que les dones 8.750 $. La renda per capita de la població era de 5.115 $. Aproximadament el 40% de les famílies i el 38,2% de la població estaven per davall del llindar de pobresa.

## Poblacions més properes
El següent diagrama mostra les poblacions més properes.